# PanzerBlitz
PanzerBlitz es un juego de mesa de guerra, a escala táctica, de enfrentamientos armados en el Frente del Este durante la Segunda Guerra Mundial. 
Creado por Avalon Hill en 1970, fue el primer juego de guerra comercialmente disponible que presentaba una simulación de conflicto a nivel táctico. 
Fue pionero en muchos de los conceptos que hoy en día se aplican a los juegos de guerra como el uso de una parrilla hexagonal sobreimpresa a los mapas de terreno, destinada a facilitar la medida del movimiento de las unidades. Sobre estos mapas, los jugadores desarrollan sus propias situaciones de combate en vez de recrear escenarios prestructurados. 

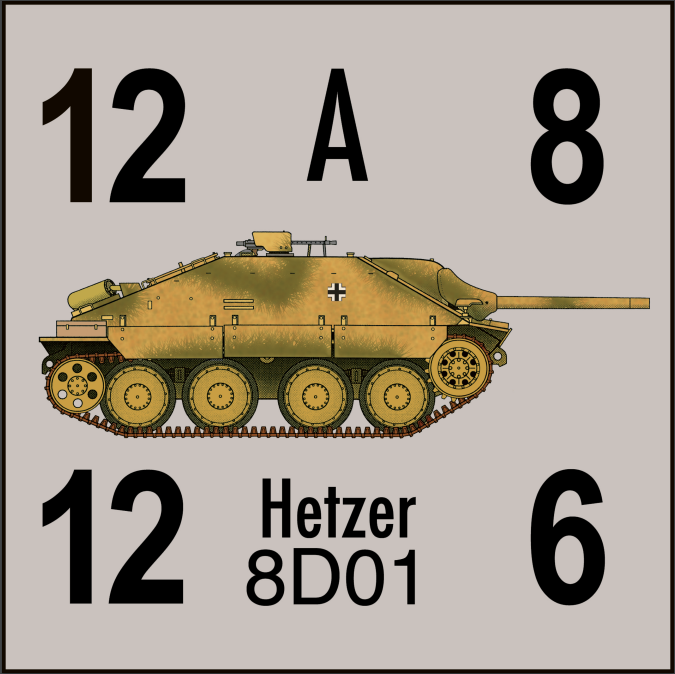
Hetzer Plate

## Descripción
PanzerBlitz fue diseñado para simular el choque entre dos regimientos o batallones opuestos a nivel de infantería, del tamaño de compañía para unidades rusas y del tamaño de un pelotón para unidades alemanas; así como vehículos mecanizados o motorizados.
Aunque no se concibió para batallas del tamaño de divisiones debido al diseño único del juego, varios jugadores podían combinar varias cajas de juegos y de esta manera llevar a cabo batallas más grandes. Esta escala de simulación no se había realizado anteriormente ya que casi todos los juegos de guerra anteriores se habían centrado en unidades más grandes como brigadas, regimientos y divisiones.
El mapa de cuadrículas hexagonales viene en tres piezas o módulos, lo que permite presentar diferentes escenarios. Como los bordes de las piezas que componen el mapa son mutuamente compatibles, las tres secciones se pueden colocar en diversas maneras. Por otro lado, las diferentes «cartas de escenario» le dan a los jugadores misiones específicas para llegar a obtener la victoria.
En 1969, Jim Dunnigan, diseñador del juego, publicó una versión anterior en Strategy & Tactics # 22 como «Tactical Game 3». Aunque esta versión temprana tenía las mismas reglas esenciales, presentaba una serie de limitaciones tales como una sola hoja de mapa. La versión de Avalon Hill presentaba una amplia variedad de tipos de unidades, tres tablas o módulos geomórficos que permitían la reproducción de diferentes escenarios creados por los jugadores, así como las 12 "situaciones" que acompañaban al juego. Como tal, PanzerBlitz fue el primer juego de guerra táctico en la historia de los juegos de guerra con tableros modernos. 
Gran parte de la estrategia en PanzerBlitz se deriva de la regla que permite a las unidades disparar o moverse, pero no ambas cosas a la vez en un solo turno. Además, la dificultad de destrucción total de las unidades alienta a los jugadores a usar armas combinadas en lugar de una simple concentración de un tipo de unidad para vencer al oponente.
El nivel de información detallada en PanzerBlitz fue sorprendente en el momento en que se publicó. El juego incluía información técnica sobre el peso, la velocidad, el tamaño de las armas y el complemento de la tripulación de cada tanque principal utilizado en el frente ruso. Además, las batallas, que eran combates tácticos, presentaban organizaciones detalladas de unidades bastante pequeñas, desde los equipos de morteros hasta los camiones y vagones necesarios para dar a las unidades flexibilidad estratégica. Gran parte de esta información nunca se había publicado antes, fuera de los manuales de campo del Ejército y los informes de inteligencia parcialmente clasificados.
Avalon Hill siguió la saga de PanzerBlitz con dos juegos complementarios. Uno llamado “Panzer Leader”, que se centró en el frente occidental (también se produjo un kit de extensión con los tanques de la campaña francesa de 1940) y otro llamado “The Arab–Israeli wars” que cubría las guerras de 1956, 1967 y 1973 en Oriente Medio. Los valores numéricos utilizados en las situaciones de “The Arab–'Israeli wars” se ajustaron a las mismas escalas que sus juegos hermanos de la Segunda Guerra Mundial, por lo que los jugadores que quisieran crear escenarios extravagantes que involucraran equipos modernos que enfrentaran equipos de la Segunda Guerra Mundial podrían hacerlo manteniendo la consistencia interna y el realismo del sistema de juego.
Los derechos de PanzerBlitz se encuentran actualmente en manos de Multi-Man Publishing, que desarrolló y lanzó “PanzerBlitz: Hill of Death” el 27 de marzo de 2009. Este título fue un intento de dinamizar la franquicia y un plan para lanzar otros títulos utilizando nuevas reglas.
Mientras tanto, nuevas unidades y escenarios para la versión clásica siguen apareciendo en lugares como “The Boardgamer”, “VAIPA” y la revista “Old Soldiers”, principalmente a través de los esfuerzos de Alan Arvold. Incluso hay nuevos mapas y situaciones, creados por Ward McBurney.

## El juego
Las tarjetas de situaciones instruyen a los jugadores cómo organizar el tablero y qué piezas del juego usar. Los hexágonos del tablero de juego representan 250 metros, un turno dura 6 minutos y las piezas de juego representan compañías y pelotones.

## Innovaciones
PanzerBlitz introdujo una serie de innovaciones en los juegos de guerra:
Cartografía geomórfica. Los mapas geomórficos podían organizarse en varias combinaciones para crear diferentes campos de batalla. Esto se convirtió en un sello distintivo de los juegos tácticos de Avalon Hill, como “Squad Leader”. El “Panzer Leader” incluyó un tablero con playa para escenarios de desembarcos, mientras que  “The Arab–Israeli wars” incluyó un mapa tablero con canal para representar el Canal de Suez. Desde el lanzamiento de PanzerBlitz en adelante, los «wargamers» comenzaron a llamar "geomórficos" a cualquier mapa de juego modular, agregando un significado nuevo y peculiar a esa palabra.
Las unidades armadas estaban representadas por siluetas de vehículos en lugar de símbolos militares estándar, lo que lo diferenciaba de otros juegos de nivel operativo similar, además de ser una reminiscencia de los juegos de miniaturas, combinado con la presentación «estilo libro» .
El juego no estaba limitado a los 12 escenarios proporcionados con él, sino que incluía instrucciones para hacer un escenario «Hágalo usted mismo» denominado "Situación 13". Las «Notas del Diseñador» mostraron a los jugadores cuántas unidades se necesitarían para formar un cuerpo de Tanques soviético completo, aunque esto requeriría comprar conjuntos de unidades adicionales desde Avalon Hill. Sin embargo,  se recomendó a los jugadores no ser «extravagantes» y se les instó a mantener baja la "densidad de unidades". Este enfoque abierto hizo de PanzerBlitz un sistema de juego altamente repetible, una característica que fue muy imitada por los juegos posteriores.
La riqueza de detalles técnicos no tenía precedentes, al igual que la descripción detallada de cómo se incorporaron estos datos técnicos en el juego. Las notas del diseñador indican¨: "Un vistazo a los componentes del juego PanzerBlitz le da la impresión de que puede recoger una cantidad considerable de datos históricos simplemente estudiando el juego..." . 
Filosofía de diseño.  A pesar de la gran carga técnica, PanzerBlitz era fácil de aprender y jugar. El sistema básico fue bastante simple. PanzerBlitz era una vívida expresión de la filosofía de diseño de Avalon Hill en el sentido de que la jugabilidad y la elegancia del diseño eran apreciadas por encima de la exactitud. Aunque la mecánica del juego era abstracta,  tenía como objetivo dar una "sensación realista" para el combate acorazado, en lugar de una simulación completamente precisa.

## Limitaciones
Aunque la simplicidad abstracta de PanzerBlitz lo convirtió en un juego atractivo, ciertos aspectos poco realistas fueron fuertemente criticados. A continuación hay un par de ejemplos:
Panzerbush.  Las unidades en las ciudades y en los hexágonos con bosques eran invisibles a menos que una unidad enemiga estuviera directamente adyacente a ellas, incluso aunque esas unidades se hayan movido a esa posición a la vista del enemigo, y hayan disparado también desde allí. Existe una regla opcional llamada «oportunidad de fuego» en la que una unidad que se mueve en la línea de visión de una unidad enemiga puede ser atacada por esa unidad. Esta capacidad de las unidades para saltar de un hexágono de bosque a otro sin ser atacadas se conoció como "Síndrome de Panzerbush", y "Panzerbush" (una «Panzer–emboscada») se convirtió en un apodo desdeñoso para el juego en sí. El juego proporcionó una regla opcional engorrosa para superar esto, pero las versiones posteriores del sistema (Panzer Leader y The Arab-Israeli Wars ) proporcionaron soluciones mucho mejores, como el disparo de oportunidad opcional y reglas más realistas para detectar y visibilidad. En estos sistemas, una unidad oculta que dispara sobre el enemigo se ve y se puede disparar a cambio. Una práctica común para aquellos que desean más realismo es jugar PanzerBlitz con las reglas de detección del Panzer Leader.
Por otro lado, las unidades que no son vehículos, como la infantería y las armas antitanques, son muy lentas o no se pueden mover y el juego proporciona unidades específicamente para transportarlas, como camiones y carretas. Desafortunadamente, los jugadores pudieron encontrar formas de usar camiones y carretas para cosas que nunca debieron usar porque el juego lo permitía. Un ejemplo es usarlas como un observador, ya que cualquier unidad podría detectar unidades enemigas en hexágonos de bosque o de ciudad, siempre que fuera adyacente. Otro era como un bloqueo de ruta para detener a los tanques enemigos; ya que, salvo los excesos en terreno despejado, las unidades amigas no podían entrar en los hexágonos ocupados por unidades enemigas.

## Otros juegos y ventas
Además de otros juegos de Avalon Hill, hubo varios juegos estilo PanzerBlitz que Dunnigan diseñó para SPI como «Combat Command», «Panzer '44» y «Mech War '77». En el año 2000, James Dunnigan afirmó que PanzerBlitz había vendido 320 000 unidades, lo que lo convirtió en el juego más vendido de los juegos de guerra como hobby.